# San Luis Potosí (Baja California)
San Luis Potosí o Ejido San Luis Potosí, es una localidad mexicana, del municipio de Mexicali, Baja California, enclavada en la delegación Hechicera, en la parte norte del valle de Mexicali. Según el censo del 2010 realizado por el INEGI, la población en aquel momento ascendía a 850 habitantes. Se ubica en las coordenadas 32° 30′ 32.4″ de latitud norte y 115°07'43.0" de longitud oeste.
Está comunicada por la carretera estatal n.º 123, que conduce al oeste al poblado: Ejido Querétaro.
El nombre del ejido San Luis Potosí, es designado en homenaje del estado de San Luis Potosí.